# Cnemidocarpa posthuma
Cnemidocarpa posthuma är en sjöpungsart som beskrevs av Hartmeyer 1927. Cnemidocarpa posthuma ingår i släktet Cnemidocarpa och familjen Styelidae. Inga underarter finns listade i Catalogue of Life.